# Kapsta (Elva)
Kapsta est une localité de la commune d'Elva, en Estonie.
Au 31 décembre 2011, il compte 48 habitants.